# Odocoileus
Odocoileus é um gênero de cervídeos de porte médio, nativos das Américas.

## Espécies
- Veado-mula (Odocoileus hemionus): ocorre no oeste da América do Norte.
- Cariacu ou veado-galheiro (Odocoileus virginianus: encontrado desde os Estados Unidos, sul do Canadá, México, América Central e América do Sul, até o sul do Peru.